# Монс
Монс (фр. Mons, хол. Bergen) је општина у Белгији у региону Валонија у покрајини Ено. Град се налази близу француске границе. Према процени из 2007. у општини је живело 91.196 становника. Град је од 31. марта 1967. врховно седиште НАТО у Европи. 
Име града значи планине тј. брда, што описује географију околине града. 
Монс је родно место композитора Орланда ди Ласа, коме је 1853. подигнут споменик у граду.

## Историја
Град је основан у 7. веку. Рана историја града се везује за светитељку Св. Валдетруд или Св. Водри (умрла 688). Ово је место било насељено још у неолиту, а и у римско доба, када је овде био лоциран римски гарнизон. 
Индустријска револуција и експлоатација угља су трансформисали град. Град је развио индустрију, која му је дала веома урбан карактер.
Подручје Монса је био поприште прве битке британских трупа у Европи у Првом светском рату. Немци су добили ову битку и држали град под окупацијом до пред крај рата. 
Готичка црква св. Водри у Монсу (1440—1443) је посвећена локалној светитељки. Архитекти ове цркве су били Јан Спијкенс и Матеус де Лајенс. Матеус је одговоран и за преуређење градске већнице 1479.

## Географија

### Клима
| Клима (Монс)               | Клима (Монс) | Клима (Монс) | Клима (Монс) | Клима (Монс) | Клима (Монс) | Клима (Монс) | Клима (Монс) | Клима (Монс) | Клима (Монс) | Клима (Монс) | Клима (Монс) | Клима (Монс) | Клима (Монс) |
| Показатељ \ Месец          | .Јан.        | .Феб.        | .Мар.        | .Апр.        | .Мај.        | .Јун.        | .Јул.        | .Авг.        | .Сеп.        | .Окт.        | .Нов.        | .Дец.        | .Год.        |
| -------------------------- | ------------ | ------------ | ------------ | ------------ | ------------ | ------------ | ------------ | ------------ | ------------ | ------------ | ------------ | ------------ | ------------ |
| Просек, °C (°F)            | 1,8 (35,2)   | 2,7 (36,9)   | 4,8 (40,6)   | 8,0 (46,4)   | 11,7 (53,1)  | 14,9 (58,8)  | 16,5 (61,7)  | 16,3 (61,3)  | 13,9 (57)    | 9,7 (49,5)   | 5,4 (41,7)   | 2,4 (36,3)   | 9,0 (48,2)   |
| Количина падавина, mm (in) | 58 (22,8)    | 47 (18,5)    | 50 (19,7)    | 54 (21,3)    | 66 (26)      | 72 (28,3)    | 78 (30,7)    | 76 (29,9)    | 70 (27,6)    | 70 (27,6)    | 66 (26)      | 65 (25,6)    | 772 (303,9)  |
| [ тражи се извор ]         |              |              |              |              |              |              |              |              |              |              |              |              |              |

## Становништво
Према процени, у општини је 1. јануара 2015. живело 95.231 становника.
| 1984.  | 2000.  | 2010.  | 2015.  |
| ------ | ------ | ------ | ------ |
| 91.216 | 90.935 | 91.759 | 95.231 |

## Галерија
- Црква св. Водри
- Главни трг са звоником
- Палата правде
- Пијаца цвећа